# Metatrichia mongolica
Metatrichia mongolica är en tvåvingeart som beskrevs av Kelsey 1981. Metatrichia mongolica ingår i släktet Metatrichia och familjen fönsterflugor.
Artens utbredningsområde är Mongoliet. Inga underarter finns listade i Catalogue of Life.